# Iasna Poliana
Iasna Poliana (en ukrainien : Ясна Поляна, en russe : Ясная Поляна, Iasnaïa Poliana) est une commune urbaine de l'est de l'Ukraine, dans l'oblast de Donetsk, dépendante du raïon de Kramatorsk. Elle était peuplée de 2200 habitants en 2019.

## Géographie
La commune se situe sur la rive sud de la rivière Maïatchka, près de sa confluence avec le Kazenny Torets, dans le bassin versant de la rivière Donets, principal affluent du fleuve Don. Elle fait face à la commune urbaine de Oleksandrivka sur l'autre rive de la Maïatchka, et jouxte la commune urbaine de Chabelkivka à l'ouest. Toutes trois font partie de la périphérie ouest de la ville de Kramatorsk. Iasna Poliana se trouve à 85 km au nord-nord-ouest de la ville de Donetsk.